# Vannella weinsteini
Vannella weinsteini – gatunek ameby należący do rodziny  Vannellidae z supergrupy Amoebozoa według klasyfikacji Cavaliera-Smitha.
Forma pełzająca jest kształtu owalnego. Hialoplazma zajmuje około 2/3 całkowitej długości pełzaka, tylny koniec ciała trójkątny. Osobnik dorosły osiąga wielkość 11 – 14 μm. Posiada pojedyncze jądro o średnicy około 3 μm z centralnie umieszczonym jąderkiem.
Forma swobodnie pływająca posiada krótkie, tępo zakończone pseudopodia.
Występuje w morzu.